# Герб Кругляківки
Герб Круглякі́вки — один з офіційних символів села Кругляківка, Куп'янський район Харківської області, затверджений рішенням сесії Кругляківської сільської рада.

## Опис
На лазуровому полі срібна стилізована водяна лілія. На базі сегмент золотого сонячного диску, від якого розходяться промені. Щит має срібну облямівку.
Квітка латаття уособлює ніжність природи, сонце — життєву силу неба. Герб також символізує ліричність і незвичайність місцевої легенди. Срібна облямівка щита — то невидима Божа огорожа села від бід і нещасть.